# Iola (hrabstwo Waupaca)
Iola – wieś w Stanach Zjednoczonych, w stanie Wisconsin, w hrabstwie Waupaca.